# Kamov Ka-126
Kamov Ka-126 (NATO oznaka Hoodlum) je sovjetski enomotorni lahki helikopter s koaksialnimi rotorji. Razvit je na podlagi Ka-26, ima pa spremenjen trup in rotor. Poganja ga turbogredni motor Omsk TVO-100 s 700 KM. Razvoj se je začel leta 1984, prvi let je bil 22. decembra 1988. Zgradili so samo 17 helikopterjev, preden se je proizvodnja ustavila leta 1991. 
Ka-226 je različica z dvema motorjema.

## Specifikacije (Ka-126)
Podatki iz Jane's All The World's Aircraft 1993–94
Splošne karakteristike
- Posadka: 2
- Število sedežev: 6 potnikov
- Tovor: 1000 kg (2205 lb) (tovora na kljuki)
- Dolžina: 7,775 m (25 ft 6 in)
- Premer rotorja: 13,00 m (42 ft 7¾ in)
- Višina: 4,155 m (13 ft 7½ in)
- Površina rotorjev: 265,5 m² (2856 ft²)
- Teža praznega letala: 1915 kg (4222 lb)
- Maks. vzletna teža: 3250 kg (7165 lb)
- Pogon letala: 1 ×  Turbogredni Omsk TVO-100, 522 kW (700 KM)

 Zmogljivost 
- Maks. hitrost: 180 km/h (97 vozlov, 112 mph)
- Potovalna hitrost: 160 km/h (86 vozlov, 99 mph)
- Doseg: 713 km (384 nmi, 443 milj)
- Trajanje leta: 5 ur 36 min
- Višina leta: 3850 m (12630 ft)
- Hitrost vzpenjanja: 6,6 m/s (1300 ft/min)